# 폰테 (로마)

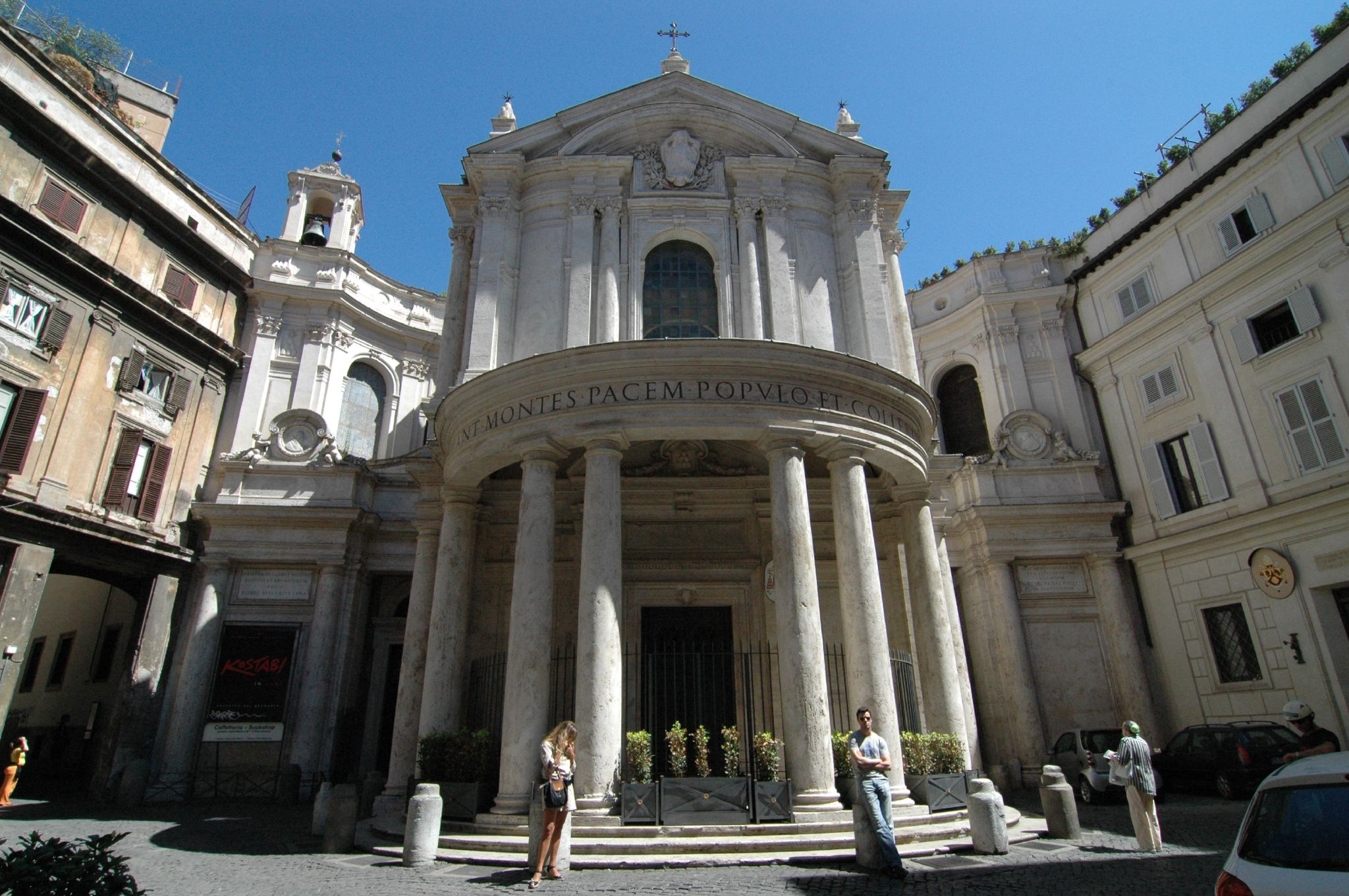
산타 마리아 델라 파체 성당

폰테(이탈리아어: Ponte)는 이탈리아 로마의 리오네다. R. V라고 표기되며, 로마 1구에 속한다.